# Mount Cavaney
Mount Cavaney är ett berg i Antarktis. Det ligger i Östantarktis. Nya Zeeland gör anspråk på området. Toppen på Mount Cavaney är 2 839 meter över havet, eller 22 meter över den omgivande terrängen. Bredden vid basen är 0,93 km.
Terrängen runt Mount Cavaney är kuperad åt sydost, men åt nordväst är den bergig. Trakten är obefolkad. Det finns inga samhällen i närheten. 